# Goudex
Goudex is een gemeente in het Franse departement Haute-Garonne (regio Occitanie) en telt 41 inwoners (2009). De plaats maakt deel uit van het arrondissement Saint-Gaudens.

## Geografie
De oppervlakte van Goudex bedraagt 2,6 km², de bevolkingsdichtheid is dus 15,8 inwoners per km².
De onderstaande kaart toont de ligging van Goudex met de belangrijkste infrastructuur en aangrenzende gemeenten.

## Demografie
Onderstaande figuur toont het verloop van het inwonertal (bron: INSEE-tellingen).